# Gawęda (literatura)
Gawęda – gatunek prozy epickiej, wywodzący się z tradycji kultury szlacheckiej. Pierwotnie była tylko opowieścią ustną, wygłaszaną w towarzyskich okolicznościach w trakcie biesiady. Odznacza się otwartą kompozycją, swobodą w prowadzeniu wątków, powtórzeniami, licznymi zwrotami do słuchaczy.